# Ока Николов
О́ка Ни́колов (мак. Ока Николов, нар. 25 травня 1974, Ербах) — македонський футболіст, воротар клубу «Айнтрахт» (Франкфурт) та, в минулому, національної збірної Македонії.

## Клубна кар'єра
У дорослому футболі дебютував 1994 року виступами за команду клубу «Айнтрахт» (Франкфурт), кольори якої захищає й донині.

## Виступи за збірну
Народжений у Німеччині гравець отримав пропозицію захищати на рівні збірних кольори своєї історичної батьківщини і 1998 року дебютував в офіційних матчах у складі національної збірної Македонії. Протягом наступних 4 років провів у формі головної команди країни лише 5 матчів, після чого перестав викликатися до лав національної команди.